# Aelius Tertius
Aelius Tertius (sein Praenomen ist nicht bekannt) war ein im 2. oder 3. Jahrhundert n. Chr. lebender Angehöriger des römischen Ritterstandes (Eques).
Durch eine Inschrift auf einem Altar, der beim Kastell Brocolitia gefunden wurde, ist belegt, dass Tertius im 2. oder 3. Jhd. Präfekt der Cohors I Batavorum war, die zu diesem Zeitpunkt in der Provinz Britannia stationiert war. Er weihte den Altar der Göttin Coventina.